# Лхота у Олешњици
Лхота у Олешњици (чеш. Lhota u Olešnice) је насељено мјесто са административним статусом сеоске општине (чеш. obec) у округу Бланско, у Јужноморавском крају, Чешка Република.

## Становништво
Према подацима о броју становника из 2014. године насеље је имало 36 становника.